# San Martín Jilotepeque
San Martín Jilotepeque – miasto w Gwatemali, w departamencie Chimaltenango. W 2012 liczyło 13 063 mieszkańców.